# Reserva nacional Las Guaitecas
La Reserva nacional Las Guaitecas es un área silvestre protegida de Chile. Se encuentra entre las comunas de Aysén y Cisnes ubicada en el sector de las Guaitecas con el archipiélago de los Chonos, región de Aysén del general Carlos Ibáñez del Campo. Fue creada el 28 de octubre de 1938. La localidad más próxima es Puerto Aguirre, en las Islas Huichas.
Es una de las áreas verdes protegidas del país con mayor antigüedad. Abarca 1 097 975 ha de superficie, las que comprenden 40 islas e islotes. La vegetación predominante la constituye el bosque siempreverde, en el que se distinguen tres asociaciones vegetacionales que son: el bosque siempreverde con turberas de los Chonos, matorrales siempreverdes oceánicos, y turberas y matorrales siempreverdes pantanosas de canal Messier.

## Flora y fauna
Su flora está compuesta principalmente por el ciprés de Guaitecas, ñirres, mañíos, tepús y coigüe de Magallanes. (cabe destacar que el ciprés de Guaitecas ha sido talado indiscriminadamente en el pasado).
La fauna de esta reserva esta caracterizada por lobos marinos, delfines y ballenas azules (Balaenoptera musculus).